# Amsterdam Centraal
Amsterdam Centraal egy vasúti átmenő-pályaudvar Hollandiában, Amszterdamban. Az Nederlandse Spoorwegen üzemelteti. 1889. október 15-én nyílt meg. Naponta 250 000 utas fordul meg itt. Alatta metróállomás, előtte villamos megálló található. A metróállomás az északi végállomása a város összes metróvonalának, kettő kivételével.

## Járatok

### Nemzetközi
| Járat                 | Operátor(ok)   | Honnan             | Közbenső állomások | Hova                            | Gyakoriság               | Vonatnem |
| --------------------- | -------------- | ------------------ | --- | ------------------------------- | ------------------------ | --- |
| Nightjet 40490        | NS, ÖBB        | Amsterdam Centraal | Utrecht - 's-Hertogenbosch - Bonn Hbf - Koblenz Hbf - Frankfurt Airport - Frankfurt (Main) Süd Bahnhof - Nürnberg Hbf - Passau Hbf - Linz/Donau Hbf - Wels Hbf - St. Pölten Hbf - Wien Meidling                         | Wien Hbf                        | 1x naponta               | NJ |
| Nightjet 420          | NS, ÖBB        | Amsterdam Centraal | Utrecht - 's-Hertogenbosch - Bonn Hbf - Koblenz Hbf - Frankfurt Airport - Frankfurt (Main) Süd Bahnhof - Nürnberg Hbf - Augsburg Hbf - München Hbf - Rosenhaim Bahnhof - Kufstein Bahnhof - Wörgl Hbf - Bahnhof Jenbach | Innsbruck Hbf                   | 1x naponta               | NJ |
| Intercity-Express 100 | NS, DB         | Amsterdam Centraal | Utrecht Centraal - Arnhem - Oberhausen Hbf - Duisburg Hbf - Düsseldorf Hbf - Cologne - Sieburg/Bonn - Frankfurt Airport - Mannheim Hbf - Karlsruhe Hbf - Offenburg Hbf - Freiburg Hbf - Basel Bad bf                    | Basel SBB                       | 1x naponta               | nagysebességű vasút                                                                                              |
| Intercity-Express 120 | NS, DB         | Amsterdam Centraal | Utrecht - Arnhem - Oberhausen Hbf - Duisburg Hbf - Düsseldorf Hbf - Cologne - Frankfurt Airport | Frankfurt (Main) Hbf            | 5x naponta               | nagysebességű vasút                                                                                              |
| Intercity (DB) 140    | NS, DB         | Amsterdam Centraal | Hilversum - Amersfoort - Apeldoorn - Deventer - Almelo - Hengelo - Bad Bentheim - Rheine - Osnabrück - Bünde/Bad Oeynhausen - Minden - Hanover - Wolfburg Hbf - Stendal - Berlin-Spandau - Berlin Hbf                   | Berlin Ostbahnhof               | kétóránként (8x naponta) | |
| Eurostar 9100         | Eurostar       | Amsterdam Centraal | Rotterdam Centraal - Brussels South ( - Lille-Europe ) | London St Pancras International | 3x naponta               | nagysebességű vasút. Az egymás melletti ellenőrzések és biztonsági létesítmények 2020. október 26-án nyíltak meg |
| InterCity 9200        | NS, NMBS       | Amsterdam Centraal | Schiphol Airport - Rotterdam - Breda - Noorderkempen - Antwerp-Central - Antwerp-Berchem - Mechelen - Brussels Airport-Zaventem - Brussels-North - Brussels-Central                                                     | Brussels South                  | óránként (16x naponta)   | |
| Thalys 9300           | NS, NMBS, SNCF | Amsterdam Centraal | Schiphol Airport - Rotterdam - Antwerp-Central - Brussels South | Paris Nord                      | 10x naponta              | nagysebességű vasút                                                                                              |
| Thalys 9920           | NS, NMBS, SNCF | Amsterdam Centraal | Schiphol Airport - Rotterdam - Antwerp-Central - Brussels South - Albertville | Bourg-Saint-Maurice             | 1x hetente               | nagysebességű vasút, csak télen                                                                                  |
| Thalys 9926           | NS, NMBS, SNCF | Amsterdam Centraal | Schiphol Airport - Rotterdam - Antwerp-Central - Brussels South - Avignon | Marseille                       | 1x hetente               | nagysebességű vasút, csak nyáron                                                                                 |

### Belföldi
| Vonatnem  | Útvonal | Gyakoriság                                                              |
| --------- | --- | ----------------------------------------------------------------------- |
| Intercity | Alkmaar – Zaandam – Amsterdam Centraal – Utrecht Centraal – ’s-Hertogenbosch – Eindhoven – Weert – Roermond – Sittard – Maastricht/Heerlen                                                   | félóránként                                                             |
| Nachtnet  | (Eindhoven – ’s-Hertogenbosch –)* Utrecht Centraal – Amsterdam Centraal – Schiphol – Leiden Centraal – Den Haag HS – Delft – Rotterdam Centraal (– Dordrecht – Breda – Tilburg – Eindhoven)* | óránként, minden éjjel; *: az éjszaka első felében, aztán Csüt, Pé, Szo |
| Intercity | Amsterdam Centraal – Hilversum – Amersfoort | félóránként                                                             |
| Intercity | Amsterdam Centraal – Schiphol – Leiden Centraal – Hága – Rotterdam Centraal – Dordrecht – Roosendaal – Vlissingen                                                                            | félóránként                                                             |
| Sneltrein | Amsterdam Centraal – Haarlem – Leiden Centraal – Hága – Delft – Rotterdam Centraal – Dordrecht – Breda                                                                                       | félóránként                                                             |
| Sneltrein | Amsterdam Centraal – Schiphol – Leiden Centraal – Den Haag Centraal | félóránként                                                             |
| Intercity | Den Helder – Alkmaar – Zaandam – Amsterdam Centraal – Utrecht Centraal – Veenendaal-De Klomp – Ede-Wageningen – Arnhem – Nijmegen                                                            | félóránként                                                             |
| Intercity | Lelystad Centrum – Almere Centrum – Amsterdam Centraal – Schiphol – Hoofddorp | félóránként                                                             |
| Stoptrein | Rotterdam Centraal – Gouda – Woerden – Breukelen – Duivendrecht – Amsterdam Amstel – Amsterdam Muiderpoort – Amsterdam Centraal                                                              | félóránként                                                             |
| Intercity | Enkhuizen – Hoorn – Amsterdam Sloterdijk – Amsterdam Centraal | félóránként                                                             |
| Stoptrein | Uitgeest – Zaandam – Amsterdam Centraal – Weesp – Almere Centrum – Almere Oostvaarders | félóránként                                                             |
| Stoptrein | Amsterdam Centraal – Haarlem – Uitgeest | félóránként                                                             |
| Intercity | Amsterdam Centraal – Haarlem – Zandvoort aan Zee | félóránként                                                             |
| Sprinter  | Uitgeest – Zaandam – Amsterdam Centraal – Weesp – Hilversum – Amersfoort – Amersfoort Vathorst                                                                                               | félóránként                                                             |
| Stoptrein | Amsterdam Centraal – Haarlem – Leiden Centraal – Den Haag Centraal | félóránként, nur in der HVZ                                             |
| Intercity | Amsterdam Centraal – Schiphol – Hága – Rotterdam Centraal – Dordrecht – Roosendaal – Antwerpen-Centraal – Mechelen – Brüsszel-északi pu. – Brüsszel-Centraal – Brüsszel-Zuid                 | óránként                                                                |
| Thalys    | Amsterdam Centraal – Schiphol – Rotterdam Centraal – Antwerpen-Centraal – Brussel-Zuid – Párizs                                                                                              | 8x naponta                                                              |
| Fyra      | Amsterdam Centraal – Schiphol – Rotterdam Centraal – Antwerpen-Centraal – Brüsszel | 2012 őszétől                                                            |
| Fyra      | Amsterdam Centraal – Schiphol – Rotterdam Centraal – Breda | 2011 év elejétől                                                        |
| Fyra      | Amsterdam Centraal – Schiphol – Rotterdam Centraal | óránként                                                                |
| Intercity | Amsterdam Centraal – Hoorn – Enkhuizen | félóránként, nur in der HVZ                                             |

## Vasútvonalak
A pályaudvarról az alábbi vonalak indulnak ki:
- Amszterdam–Rotterdam-vasútvonal
- Nieuwediep–Amszterdam-vasútvonal
- Amszterdam–Zutphen-vasútvonal
- Amszterdam–Arnhem-vasútvonal
- Amszterdam–Schiphol-vasútvonal

## Metróvonalak
| Metróvonal | Végállomások     | Végállomások | Állomások |
| ---------- | ---------------- | ------------ | --- |
| 51         | Centraal Station | Isolatorweg  | Nieuwmarkt, Waterlooplein, Weesperplein, Wibautstraat, Amstelstation, Spaklerweg, Overamstel, RAI, Zuid, Amstelveenseweg, Henk Sneevlietweg, Heemstedestraat, Lelylaan, Postjesweg, Jan van Galenstraat, De Vlugtlaan, Sloterdijk |
| 52         | Noord            | Zuid         | Noorderpark, Centraal Station, Rokin, Vijzelgracht, De Pijp |
| 53         | Centraal Station | Gaasperplas  | Nieuwmarkt, Waterlooplein, Weesperplein, Wibautstraat, Amstelstation, Spaklerweg, Van der Madeweg, Venserpolder, Diemen Zuid, Verrijn Stuartlaan, Ganzenhoef, Kraaiennest                                                         |
| 54         | Centraal Station | Gein         | Nieuwmarkt, Waterlooplein, Weesperplein, Wibautstraat, Amstelstation, Spaklerweg, Van der Madeweg, Duivendrecht, Strandvliet, Bijlmer ArenA, Bullewijk, Holendrecht, Reigersbos                                                   |

## Villamos-vonalak
| Vonal | Végállomások     | Végállomások   | Állomások                                                                                       |
| ----- | ---------------- | -------------- | ----------------------------------------------------------------------------------------------- |
| 2     | Centraal Station | Nieuw Sloten   | Leidseplein, Museumplein, Willemsparkweg, Hoofddorpplein, Heemstedestraat, Sloten               |
| 4     | Centraal Station | RAI            | Rembrandtplein, De Pijp, Rivierenbuurt                                                          |
| 12    | Centraal Station | Amstelstation  | Leidseplein, Museumplein, De Pijp                                                               |
| 13    | Centraal Station | Geuzenveld     | Westermarkt, Oud West, Overtooseveld Noord, Jan van Galenstraat, Slotermeer                     |
| 14    | Centraal Station | Flevopark      | Waterlooplein, Artis, Alexanderplein                                                            |
| 17    | Centraal Station | Dijkgraafplein | Westermarkt, Marnixstraat, Kinkerstraat, Surinameplein, Lelylaan, Meer en Vaart, Osdorp Central |
| 26    | Centraal Station | IJburg         | Piet Heinkade, Rietlandpark, Zuiderzeeweg (P&R), IJburglaan                                     |

## Buszvonalak
| Vonal | Peron | Végállomások     | Végállomások  | Állomások                                                                                    |
| ----- | ----- | ---------------- | ------------- | -------------------------------------------------------------------------------------------- |
| 18    | J     | Centraal Station | Slotervaart   | Westerdok, De Baarsjes, Mercatorplein, Postjesweg, Johan Huizingalaan                        |
| 21    | K     | Centraal Station | Geuzenveld    | Westerdok, Van Hallstraat, Haarlemmerweg, Bos en Lommerplein, De Vlugtlaan, Geuzenveld Noord |
| 22    | E, H  | Muiderpoort      | Sloterdijk    | Spaarndammerbuurt, Centraal Station, Indische Buurt                                          |
| 43    |       | Centraal Station | Borneo Eiland | Java Eiland, KNSM Eiland                                                                     |
| 48    | F, G  | Centraal station | Houthaven     | Spaarndammerbuurt                                                                            |
| 248   | G     | Centraal Station | Houthaven     |                                                                                              |

## Képek

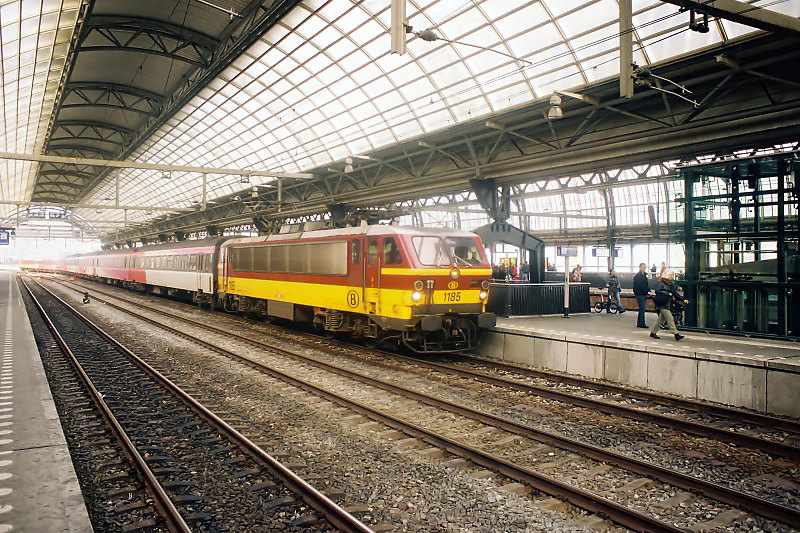
Egy Benelux vonat
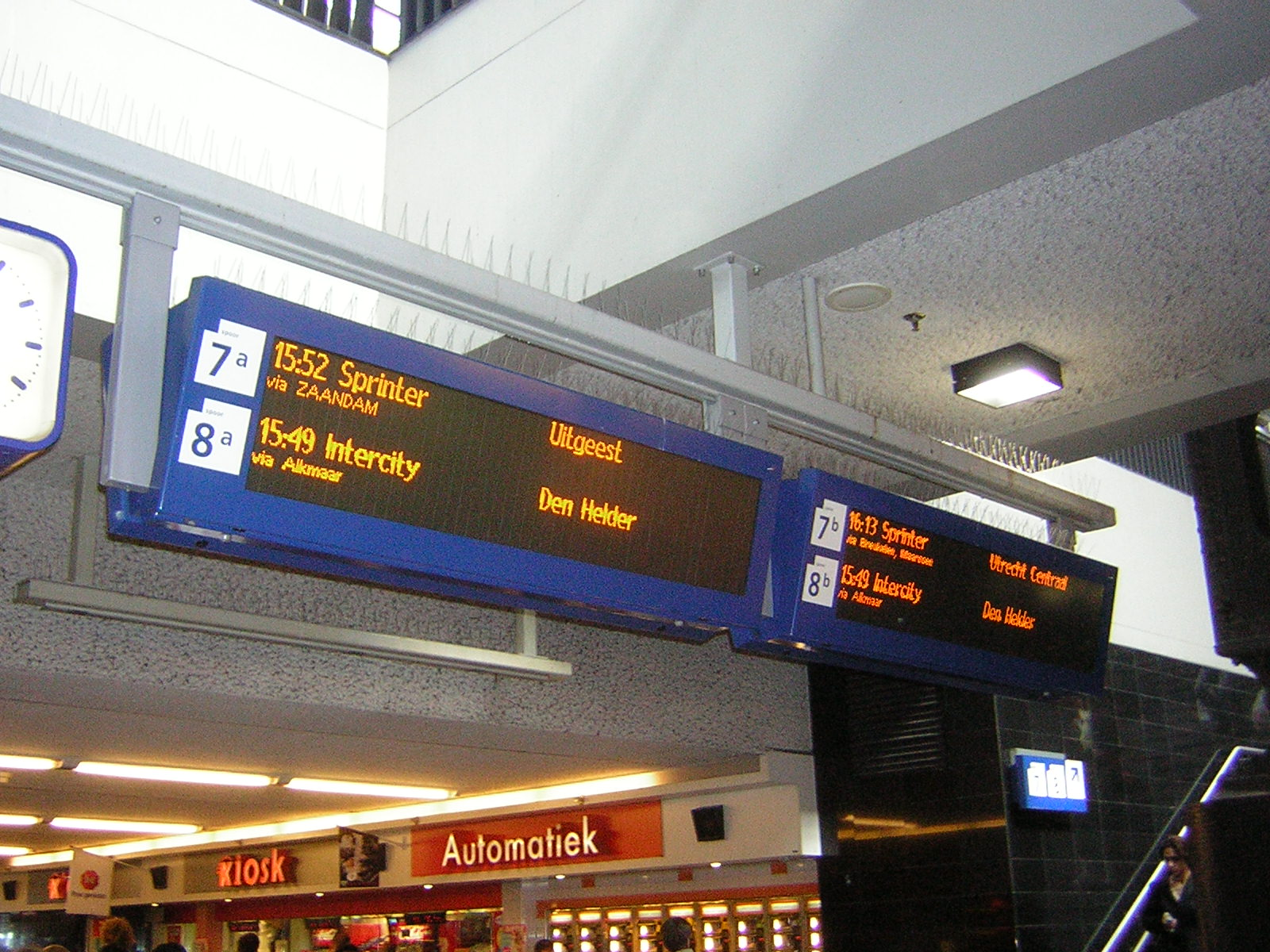
Utastájékoztató tábla
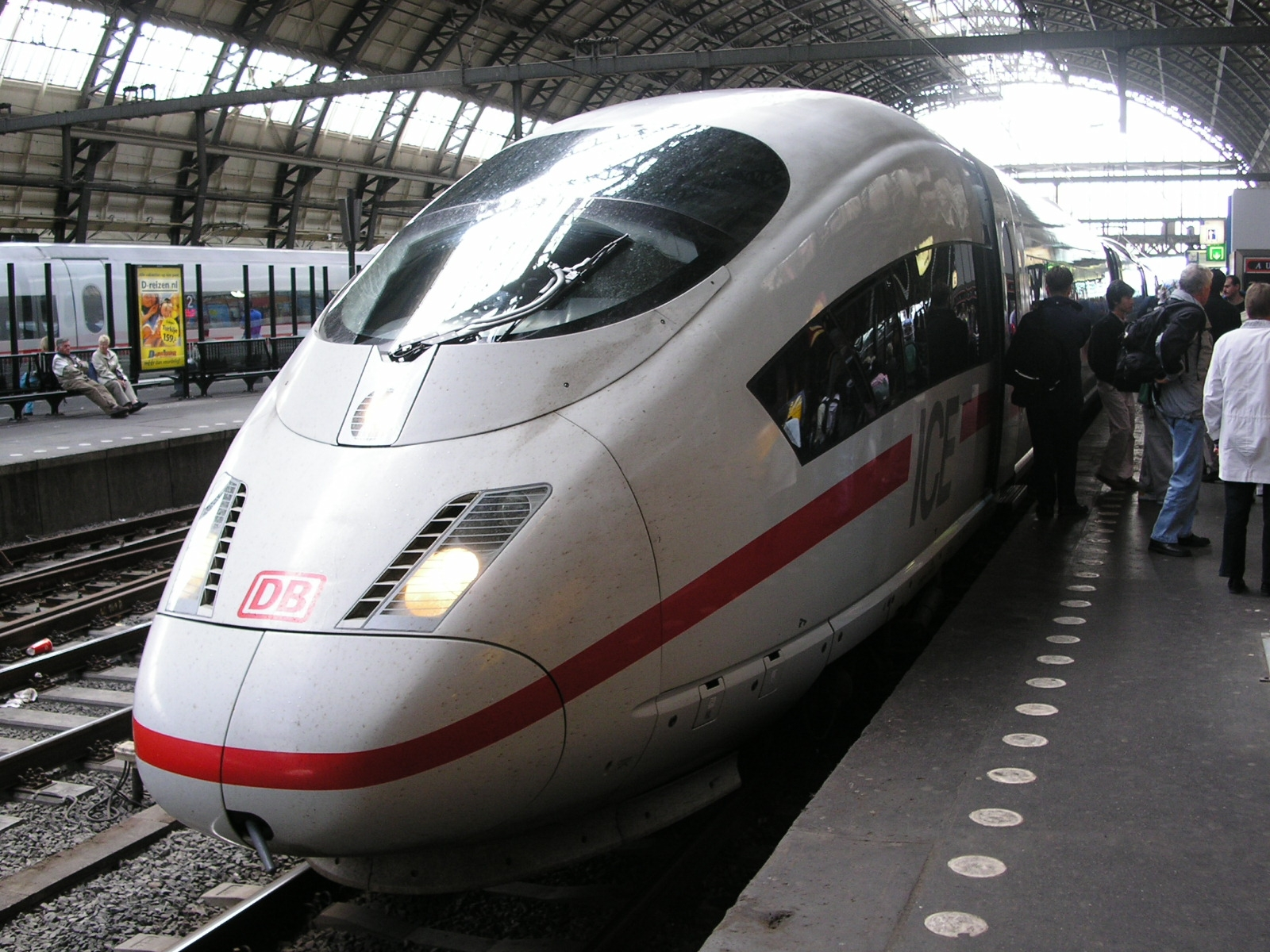
Egy ICE a pályaudvaron
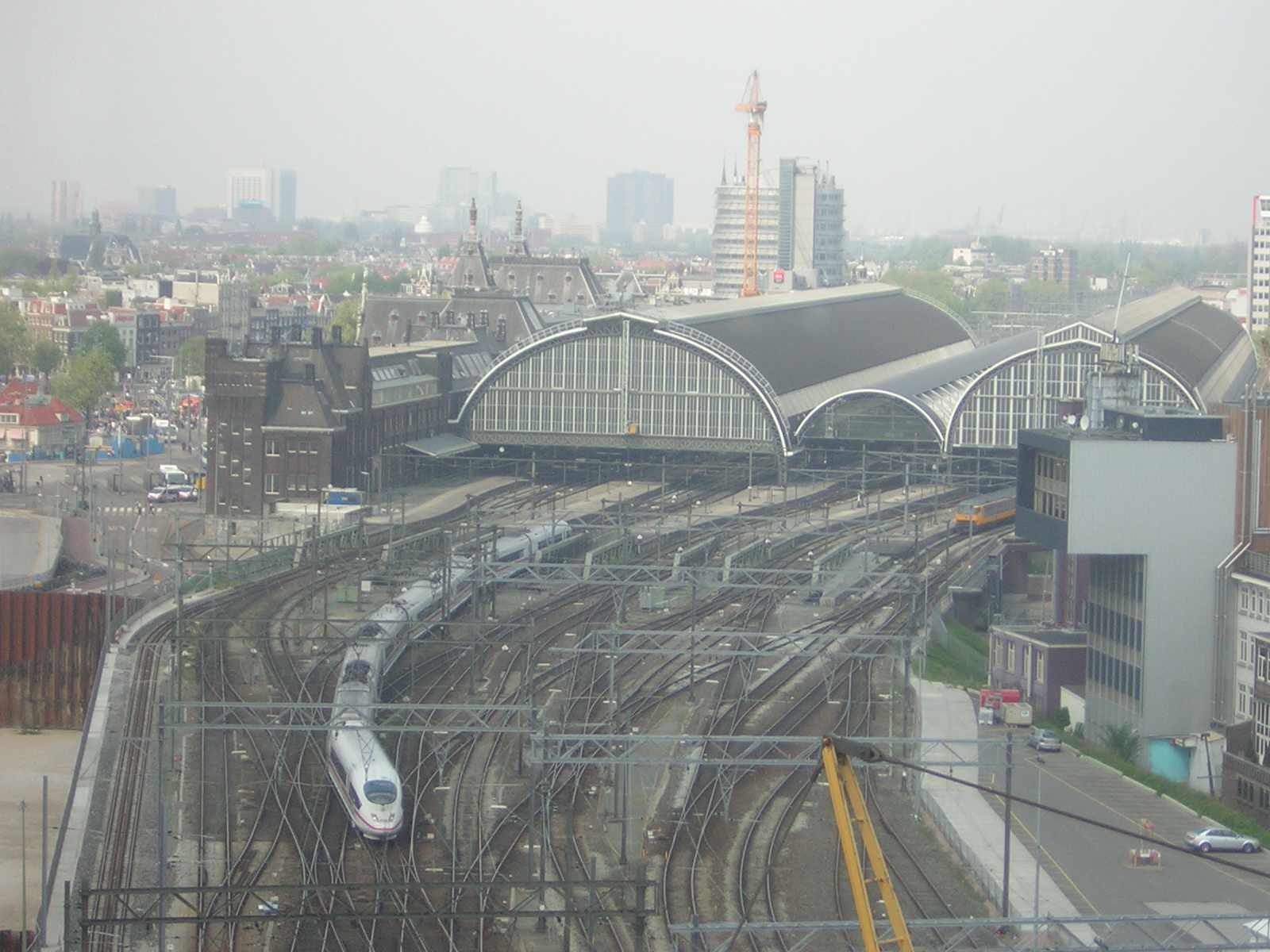
Egy ICE elhagyja a pályaudvart a keleti oldalról